# Епітаксія (мінералогія)
Епіта́ксія — закономірне зростання різних мінералів, у яких деякі кристалографічні елементи паралельні. Виникає внаслідок того, що на мінерал-основу зверху наростає інший мінерал. Можливість епітаксійного зростання зумовлюється структурною подібністю мінералів.